# NGC 3702
NGC 3702 је спирална галаксија у сазвежђу Пехар која се налази на NGC листи објеката дубоког неба.
Деклинација објекта је - 8° 51' 44" а ректасцензија 11h 30m 13,4s. Привидна величина (магнитуда) објекта NGC 3702 износи 13,1 а фотографска магнитуда 14,0. NGC 3702 је још познат и под ознакама MCG -1-29-26, NPM1G -08.0349, PGC 35448.